# Porichthys margaritatus
Porichthys margaritatus is een  straalvinnige vissensoort uit de familie van kikvorsvissen (Batrachoididae). De wetenschappelijke naam van de soort is voor het eerst geldig gepubliceerd in 1844 door Richardson.
De soort staat op de Rode Lijst van de IUCN als niet bedreigd, beoordelingsjaar 2007.